# Дор (Сокольский район)
Дор — деревня в Сокольском районе Вологодской области.
Входит в состав городского поселения город Кадников, с точки зрения административно-территориального деления — в Кадниковский сельсовет.
Расстояние по автодороге до районного центра Сокола — 18 км, до центра муниципального образования Кадникова — 6 км. Ближайшие населённые пункты — Слобода, Сосновая Роща, Ерденово.
По данным переписи в 2002 году постоянного населения не было.